# Шмуель Йосеф Агнон
Шмуель Йосеф Агнон (Аґнон, івр. שמואל יוסף עגנון‎, уродж. Шмуель Йосеф Галеві Чачкес; 17 липня 1888, Бучач, нині Тернопільська область, Україна — 17 лютого 1970, Гедера, або Єрусалим, Ізраїль) — єврейський письменник, виходець із Галичини. Лавреат Нобелівської премії з літератури 1966. Перший володар цієї відзнаки серед івритомовних та їдишомовних письменників. Кузин історика Емануеля Рінґельблюма.

## Життєпис

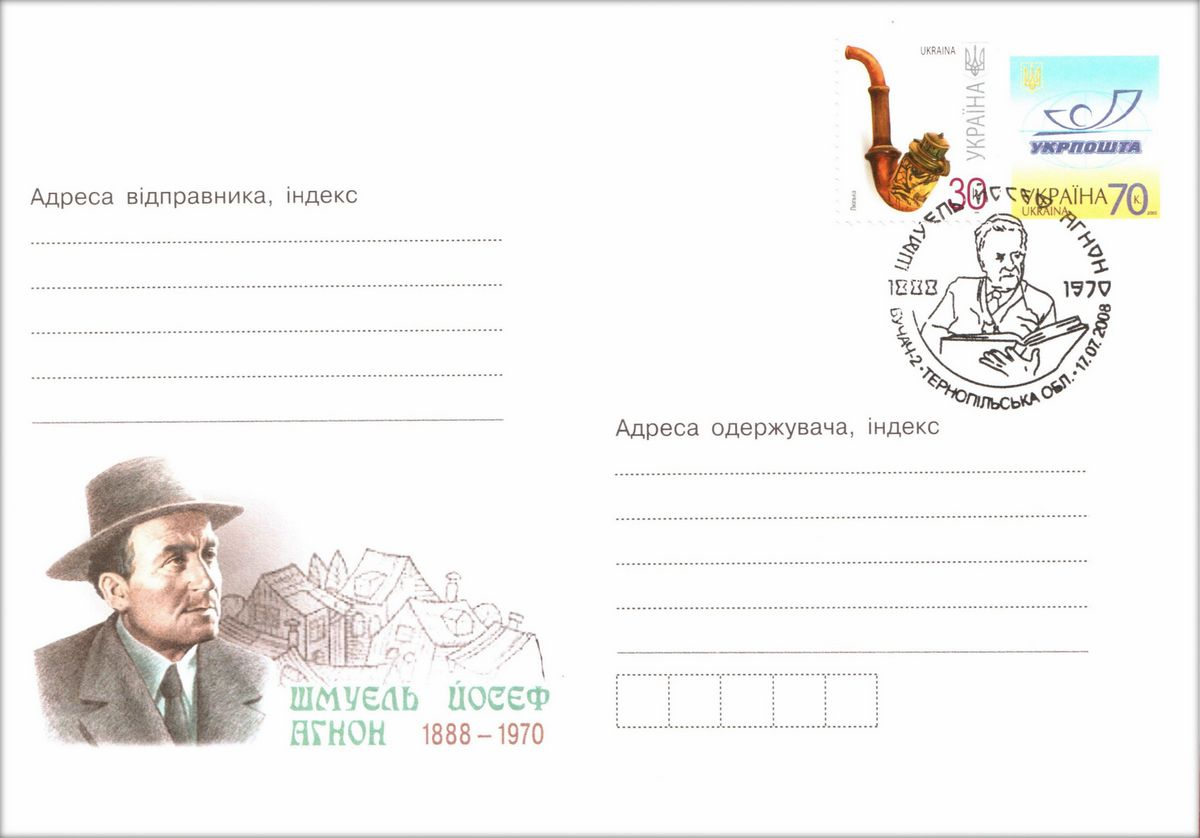
Гашений конверт першого дня на честь 120 років з дня народження Ш.-Й. Агнона. Пошта України, Бучач, 2008

Народився в м. Бучач (Бучацький повіт, Королівство Галичини та Володимирії, Австро-Угорщина, нині Тернопільська область, Україна). Батько — хасид Шолом Мордехай Леві Чачкес, рабин у Чорткові — був заможним торговцем худобою, знавцем єврейської релігійної літератури. Аґнон із дитинства вільно розмовляв польською, українською, німецькою. Навчався в хедері, студіював Тору, Талмуд мовою іврит. 1906 року переїхав до Львова, де співпрацював із єврейськими газетами. Відмовившись від служби у війську, 1907 року емігрував до Палестини. Там опубліковано його повість «Покинуті дружини». Спочатку писав їдишем, згодом перейшов на іврит.
На історичну батьківщину повернувся відомим письменником. 1924 року діяч обрав собі псевдонім Аґнон — з івриту «покинутий».
1913 року переїхав до Німеччини, жив у Берліні (тут збирав хасидські перекази) та Гамбурзі. Плідно працював, читав лекції з єврейської літератури, знайомився з кращими зразками світової літератури. Саме тоді доля подарувала Аґнонові заможного прихильника його таланту — комерсанта Ш. Залмана Шокена, який допомагав молодому письменникові, став його щирим товаришем. Залман Шокен активно сприяв виданню творів митця, а також виділив Аґнону спеціальну стипендію на термін до 5 років, звільнивши "надію єврейської літератури" від фінансових проблем.
1924 року Шмуель повернувся до палестини (Єрусалиму), опублікував роман «Весільний балдахін» про пригоди бідного хасида в Галичині. Свої враження від поїздки до Бучача (1929) описав у творах «Проста історія» (1935) та «Нічний постоялець» (1939).
1930 р. знову побував у Європі. У його помешканні в Гамбурзі зайнялась пожежа, унаслідок якої згоріла вся бібліотека та рукописи Аґнона, зокрема, два томи спільної з М. Бубером праці «Історія галицького єврейства». Того року Аґнон востаннє у своєму житті відвідав Галичину, свою малу батьківщину — Бучач (також Львів, Тернопіль, Залізці, Золочів, Броди).

Помер 82-річний прозаїк 17 лютого 1970 року; за даними Юрія Покальчука та Юрія Ковалькова, у містечку Гедера, за іншими — у Єрусалимі. Похований на цвинтарі, розташованому на Оливковій (Єлеонській) горі. 

### Відзнаки
- Нагороджений Державною премією Ізраїлю (1954 і 1958),
- Почесний громадянин Єрусалиму.
- У 1966 отримав Нобелівську премію.

## Творчість
Особистість Ш. Й. Аґнона формувалася на перетині кількох культур і релігій: у Бучачі, Тернополі, Коломиї, Львові мирно вживались українська, польська та єврейська мови й культури, взаємодіючи з австрійською, німецькою та російською. Народившись і проживши в Галичині два десятиліття, майбутній класик єврейської літератури написав та опублікував тут близько 70 різних за жанрами літературних творів (вірші, оповідання, нариси).
«У п'ять років я написав свою першу пісню», — сказав Ш. Й. Аґнон у своїй промові на церемонії вручення Нобелівської премії. 1903 року з'явилися його перші публікації в журналі «Hamicpeh» («Оглядова вежа») та тижневику «Jidiszer Weker» («Єврейський будитель»), газетах Бучача, Коломиї, Львова. Переселившись до Палестини Ш. Й. Аґнон 1911 року опублікував «Тойті-танц» («Танок смерті») — твір, написаний за реальними фактами із життя євреїв одного з містечок Галичини.
Двадцятирічним письменником, Ш. Й. Аґнон прибув до Львова й став співробітником єврейських періодичних видань. Столиця Галичини, у якій переплелися в єдиному духовному культуротворчому потоці національні традиції різних народів, середньовіччя й ренесанс, архітектура класицизму й еклектики, готики й модернізму, зачарувала його.
Крім романів, Шмуель Аґнон писав повісті, оповідання, дитячі казки, опрацьовував народні легенди.

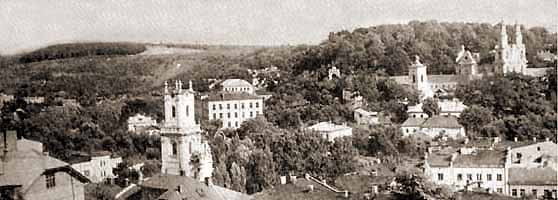
Старий Бучач

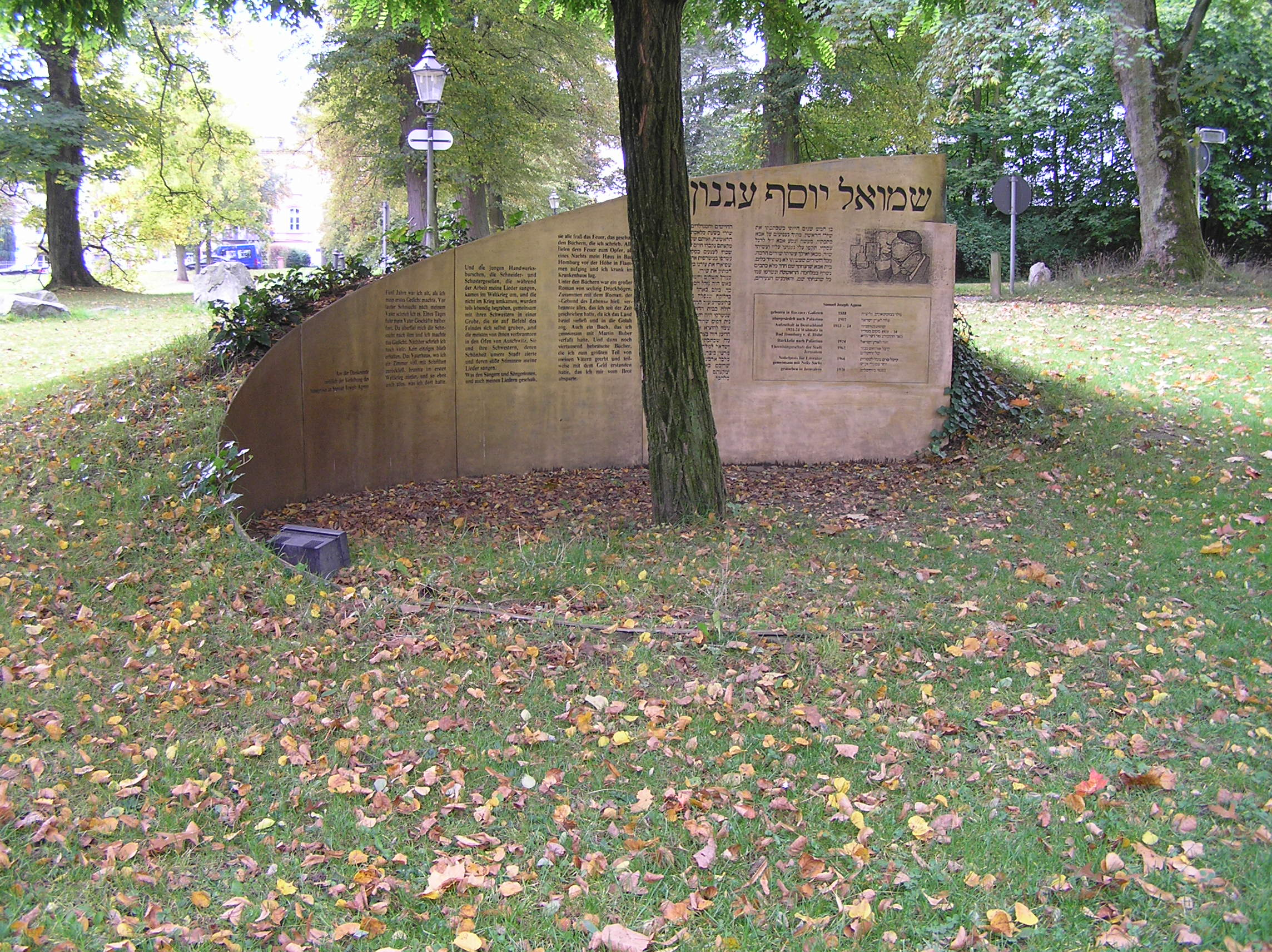
Пам'ятник письменнику в Бад Гомбурзі, Німеччина

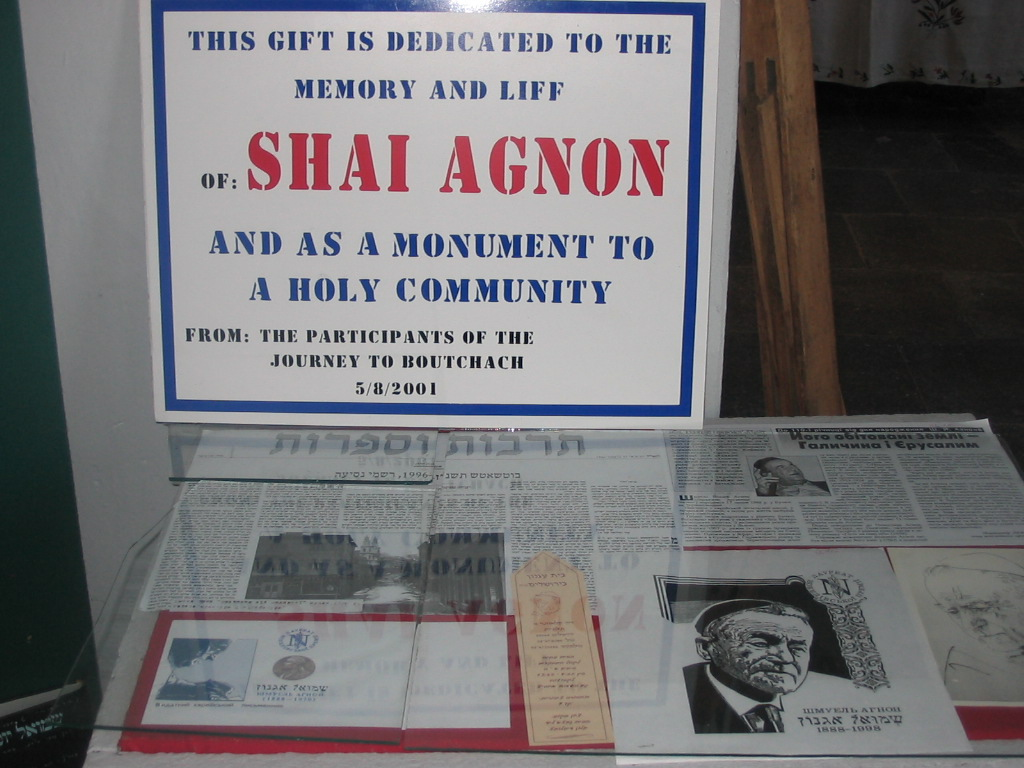
З експозиції, присвяченої Шмуелю Аґнону

### Українська тематика
Українська тематика відображена в багатьох текстах Аґнона. Передусім в оповіданні «Бартка Довбуша», романах «Видання заміж», «На морській глибині», інших творах: «Старі й молоді разом», «Проста історія».
Дослідники творчості письменника наголошують на сприятливих зв'язках єврейської культури з українською. Відзначають глибинне пізнання творчого досвіду Миколи Гоголя (вплинув на становлення письменницької кар’єри класика, про що той згадував у своїй нобелівській промові «Що вплинуло на мою творчість?»). Помітний також зв'язок із фольклорними традиціями; переплетіння казкового з реальним у доробку Аґнона вказує на схожість його письма з мотивами творчості Михайла Коцюбинського.
1996 року батьківщину Аґнона Бучач уперше відвідала донька письменника Емона Чачкес-Ярон.

## Пам'ять
- 1998 року в Бучачі, Львові, Золочеві, інших містах Західної України знято частину документального фільму «Аґнон» із серії «Письменники століття» (консультантом був Юрій Покальчук), який 1999 року отримав 1-шу премію на фестивалі в Палермо (Італія).
- 2002 року з ініціативи Асоціації Нобелівських студій в Тернополі відбулись 11-ті Тернопільські нобелівські читання, присвячені Аґнону; на них було репрезентовано переклади творів письменника «Бучач. Обітована земля його серця» та бібліографічний покажчик літератури про нього.
- У Бучачі:
  - вулиця Агнона
  - таблиця з барельєфом обличчя письменника біля входу в «АРТ-двір»
  - пам'ятник митцю